# Dalloway
Pour plus de détails, voir Fiche technique et Distribution.
Dalloway est un film franco-belge réalisé par Yann Gozlan et sorti en 2025.
Il s'agit d'une adaptation du roman Les Fleurs de l'ombre de Tatiana de Rosnay. L'intrigue met en scène une romancière qui, alors qu'elle loge dans une résidence artistique, est confrontée à une intelligence artificielle du nom de Dalloway qui s'immisce de plus en plus dans sa vie. Le rôle principal est tenu par Cécile de France et la voix de l'IA est interprétée par Mylène Farmer. Cette coproduction franco-belge est présentée en avant-première dans le cadre de la Séance de minuit du Festival de Cannes 2025.

## Synopsis
Afin de trouver une nouvelle inspiration pour son prochain roman, l'écrivaine Clarissa participe à un prestigieux programme de résidence artistique. Grâce à cette bourse d'artiste, elle fait la connaissance de l'assistant virtuel ultramoderne « Dalloway ». Cette application pilotée par intelligence artificielle doit l'aider à écrire pendant son séjour et lui servir désormais de confident. Mais en réalité, Clarissa a l'impression que « Dalloway » essaie de plus en plus de faire partie de sa vie. Elle ne tarde pas à soupçonner qu'elle est surveillée. Ses doutes sont encore renforcés par un autre participant au programme, un lanceur d'alerte, qui la met en garde contre l'application d'IA. Clarissa commence alors à enquêter de son côté pour découvrir les véritables intentions de ses hôtes,,.

## Fiche technique
- Titre original : Dalloway
- Réalisation : Yann Gozlan
- Scénario : Yann Gozlan, Nicolas Bouvet-Levrard et Thomas Kruithof, d'après le roman Les Fleurs de l'ombre de Tatiana de Rosnay
- Musique : Philippe Rombi[4]
- Photographie : Manuel Dacosse
- Montage : Valentin Féron (de)
- Production : Éric et Nicolas Altmayer
- Sociétés de production : Gaumont, La Compagnie Cinématographique, Mandarin & Compagnie et Panache Productions
- Société de distribution : Gaumont
- Pays de production :  Belgique,  France
- Langue originale : français, anglais
- Format : couleur — 2,39:1
- Genre : thriller psychologique[5],[6], drame psychologique
- Durée : 110 minutes
- Dates de sortie :
  - France : 16 mai 2025 (Festival de Cannes) ; 17 septembre 2025 (sortie nationale) Date sujette à modification
  - Suisse : 4 juillet 2025 (Festival international du film fantastique de Neuchâtel) ; 17 septembre 2025 (sortie nationale)

## Distribution
- Cécile de France : Clarissa
- Anna Mouglalis : Anne Dewinter
- Lars Mikkelsen : Mathias Nielsen
- Mylène Farmer : Dalloway (voix)
- Frédéric Pierrot : Antoine
- Freya Mavor : Mia White

## Production
Dalloway est le sixième long métrage du réalisateur français Yann Gozlan. Il a écrit le scénario en collaboration avec Nicolas Bouvet, avec lequel il avait auparavant collaboré avec succès sur le thriller Boîte noire (2021). Dalloway s'inspire du roman Les Fleurs de l'ombre de Tatiana de Rosnay, publié en 2020 et dont l'action se déroule dans un futur proche. Le rôle principal a été attribué à l'actrice belge Cécile de France. Dans les autres rôles, on trouve Anna Mouglalis, Frédéric Pierrot, Lars Mikkelsen, Freya Mavor et le Belge Douglas Grauwels. La chanteuse Mylène Farmer a été engagée pour être la voix de l'assistant IA.
Le tournage était prévu jusqu'à la mi-août 2024. 45 jours de tournage au total étaient prévus, dont 35 à Bruxelles. Manuel Dacosse était le directeur de la photographie, tandis que Valentin Féron, compagnon de longue date de Gozlan, était responsable du montage.
Le film est une production d'Éric et Nicolas Altmayer (Mandarin & Compagnie) et de la société Gaumont, qui s'occupe également de la distribution en France et des droits d'exploitation internationaux. Les sociétés belges Panache Production et La Compagnie Cinématographique sont intervenues en tant que coproducteurs. Le projet de film a également été soutenu financièrement par le fonds d'investissement wallon Wallimage et Screen.Brussels.

## Distinctions

### Sélections
- Festival de Cannes 2025 : sélection à la Séance de minuit